# Drachhausen
Drachhausen, niedersorbisch Hochoza, ist eine Gemeinde im Landkreis Spree-Neiße im Süden des Landes Brandenburg. Sie ist Teil des Amtes Peitz.

## Geografie

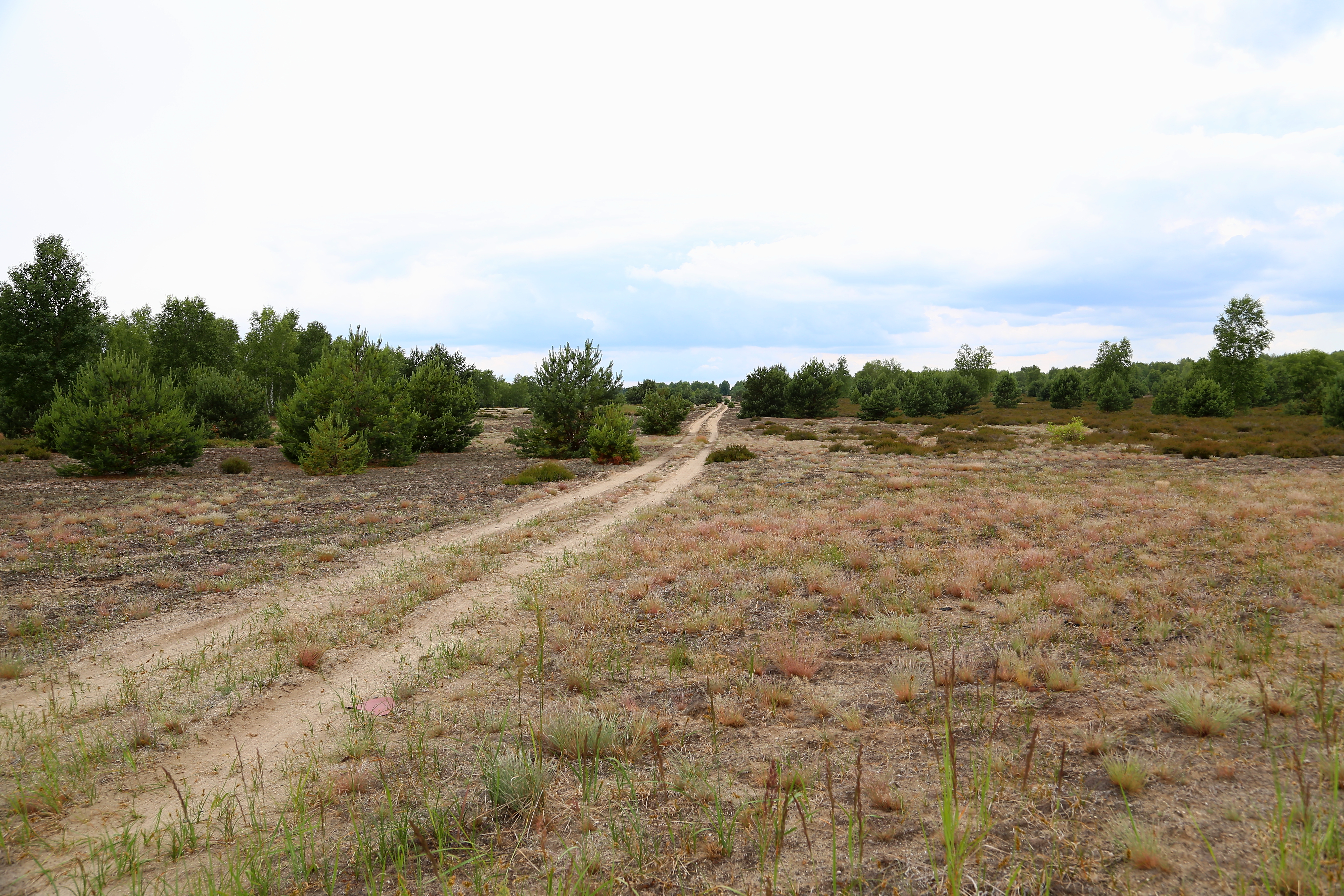
Lieberoser Heide in Drachhausen

Die Gemeinde liegt in der Niederlausitz, rund 15 Kilometer Luftlinie nördlich von Cottbus. Drachhausen grenzt im Norden an die Gemeinde Schwielochsee im Landkreis Dahme-Spreewald, im Osten an Turnow-Preilack, im Südosten an Drehnow, im Süden an Cottbus, im Südwesten an Dissen-Striesow und im Westen an Schmogrow-Fehrow.
Nördlich von Drachhausen erstreckt sich die Lieberoser Heide. Im südlichen Teil des Gemeindegebietes fließt die Malxe. Drachhausen gehört zum amtlichen Siedlungsgebiet der Sorben/Wenden in Brandenburg.

## Gemeindegliederung
Zu Drachhausen gehören die bewohnten Gemeindeteile Aue (bis 1937 Plonitza, sorbisch Hugon), Dorf (Wjas), Heide (Pódgóla) und Sand (Pěski), wobei der Gemeindeteil Dorf den historischen Dorfkern darstellt. Hinzu kommen die Wohnplätze Forsthaus Kiefernheide (bis 1937 Dolk, sorbisch Gólnikaŕnja na Dołku) und Forsthaus Tannenwald (Gólnikaŕnja w Škrjokach).

## Geschichte
Drachhausen wurde erstmals am 4. Mai 1504 unter der Bezeichnung „Hoen Drußow“ schriftlich erwähnt. Es folgten als weitere Namen 1506 „Drochoßen“, 1641 „Drachausen“, 1652 „Drachhaußen“, 1765 „Trachhausen“ und danach der heutige Name Drachhausen. Der sorbische Name ist abgeleitet von ochoz und bedeutet „Umgang um ein zur Siedlungsrodung bestimmtes Waldstück“. Der Ort wurde von Anfang an durch Sorben besiedelt, deren Sprache und Kultur über die Jahrhunderte weit verbreitet war und bis heute gepflegt wird.
Die erste Kirche im Ort wurde 1513 gebaut. Bis Mitte des 16. Jahrhunderts unterstand Drachhausen dem kurfürstlich-brandenburgischen Amt Cottbus in der Herrschaft Cottbus. Ab 1574 gehörte der Ort zum nun eigenständigen Amt Peitz. Im Jahr 1635, während des Dreißigjährigen Krieges, umfasste Drachhausen 29 Bauern-, 14 Gärtner- und drei Büdnerhufen, zwei Schäfereien und eine Schmiede, wobei vier Bauernhufen und die beiden Schäfereien nicht bewirtschaftet wurden. Ab 1701 lag Drachhausen als Teil der Herrschaft Cottbus im Königreich Preußen. Die alte Kirche wurde 1722 durch einen Neubau ersetzt. Während des Siebenjährigen Krieges brannte der Ort im Jahr 1759 bis auf das Vorwerk und einige Scheunen ab, wobei auch die neue Kirche zerstört wurde. Die Kirche wurde erst 1773 als Fachwerkbau wieder aufgebaut. Nach dem Tilsiter Frieden im Jahr 1807 wurde Drachhausen kurzzeitig sächsisch, nach der auf dem Wiener Kongress beschlossenen Teilung des Königreiches Sachsen wurde der Ort acht Jahre später wieder preußisch.
Bei der Gebietsreform im Jahr 1816 wurde Drachhausen dem Kreis Cottbus in der Provinz Brandenburg zugeordnet. 1819 bestand der Ort aus 21 Bauern, 14 Kossäten, 25 Büdnern, acht Kolonisten und 32 Häuslern, im Jahr zuvor insgesamt 488 Einwohner. Das Amt Peitz wurde 1832 wieder mit dem Amt Cottbus vereinigt. Im Jahr 1846 hatte Drachhausen 960 Einwohner, in der folgenden Zeit wanderten 25 Erwachsene mit 31 Kindern nach Kanada und zehn Erwachsene mit drei Kindern in die Vereinigten Staaten aus, des Weiteren wanderten einige Einwohner nach Afrika bzw. Australien aus. Trotzdem stieg die Einwohnerzahl in der folgenden Zeit weiter. Bei der Volkszählung vom 1. Dezember 1871 hatte die Landgemeinde Drachhausen 1111 Einwohner in 260 Haushalten. Von den Einwohnern waren 537 Männer und 574 Frauen; 275 Einwohner waren Kinder unter zehn Jahren. Nach Konfession waren 1106 Einwohner evangelisch-lutherisch, ein Einwohner katholisch und vier jüdisch. Das Amt Cottbus wurde 1874 aufgelöst, stattdessen wurde der Amtsbezirk Drachhausen gebildet, zu dem auch Drehnow, Preilack und Turnow gehörten.

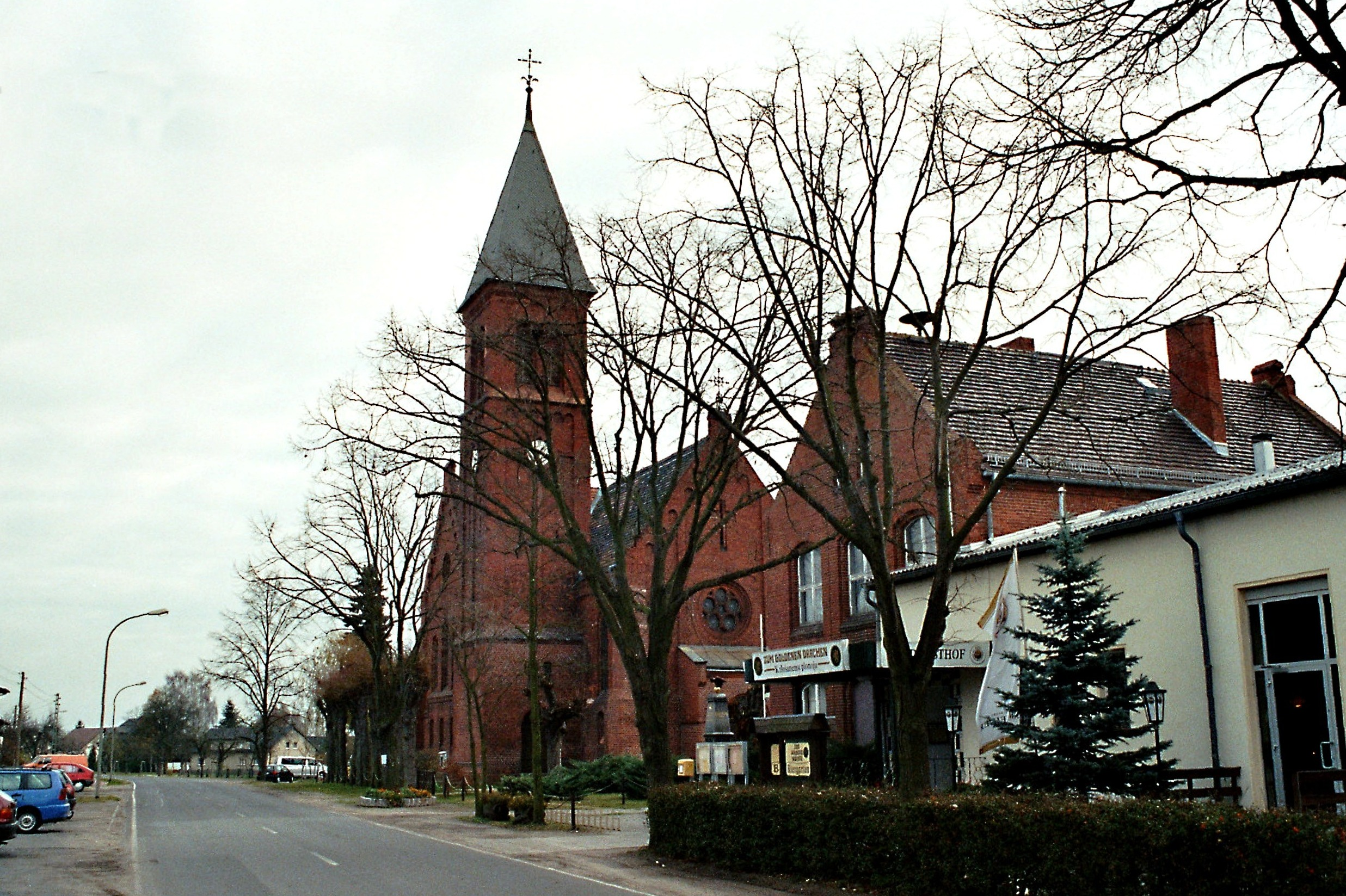
Kirche und Schule in Drachhausen

Da die alte Fachwerkkirche inzwischen in einem baufälligen Zustand war, wurde in den Jahren 1894 und 1895 die heutige Kirche als Ziegelbau errichtet. Zeitgleich wurde neben der Kirche ein neues Schulgebäude gebaut, da das alte Gebäude der wachsenden Schülerzahl nicht mehr gerecht wurde. Die Schule umfasste später acht Klassen, ältere Schüler gingen nach Peitz. Im August 1891 wurde Drachhausen an das öffentliche Telefonnetz angeschlossen, 1922 an das Stromnetz. Bereits am 14. Mai 1906 wurde die Freiwillige Feuerwehr gegründet, aber erst 1922 von der Gemeindevertretung offiziell anerkannt. Kurz danach wurde das erste Gerätehaus gebaut. Nach dem Ende des Zweiten Weltkriegs lag der Ort im Land Brandenburg der Sowjetischen Besatzungszone bzw. ab 1949 in der DDR. Bei der Gebietsreform am 25. Juli 1952 wurde Drachhausen dem Kreis Cottbus (ab 1954 Kreis Cottbus-Land) im Bezirk Cottbus zugeordnet. Ab 1957 gab es einen Erntekindergarten im Ort. Erst 1960 wurde die Verbindungsstraße nach Cottbus befestigt. Kurz darauf wurde die Dorfschule zunächst auf fünf Klassen verringert und später geschlossen. Ab 1973 lag der Ort in einem Bergbauschutzgebiet des Lausitzer Braunkohlerevier, was mit einem Baustopp für neue Gebäude einher ging.
Nach der Wiedervereinigung lag Drachhausen zunächst im Landkreis Cottbus in Brandenburg. Das Bergbauschutzgebiet wurde 1992 aufgehoben. Im gleichen Jahr schloss sich die Gemeinde zur Erledigung ihrer Verwaltungsaufgaben dem Amt Peitz an. Bei der Kreisreform am 6. Dezember 1993 kam Drachhausen zum neu gebildeten Landkreis Spree-Neiße. 1994 wurde das neue Feuerwehrgerätehaus im Gemeindeteil Sand eingeweiht, 2003 ein neues Gemeindezentrum mit Jugendclub eingerichtet.

## Bevölkerung

### Bevölkerungsentwicklung
| Jahr | Einwohner |
| ---- | --------- |
| 1875 | 1 116     |
| 1890 | 1 171     |
| 1910 | 1 238     |
| 1925 | 1 245     |
| 1933 | 1 220     |
| 1939 | 1 161     |

| Jahr | Einwohner |
| ---- | --------- |
| 1946 | 1 480     |
| 1950 | 1 414     |
| 1964 | 1 168     |
| 1971 | 1 150     |
| 1981 | 0990      |
| 1985 | 0953      |

| Jahr | Einwohner |
| ---- | --------- |
| 1990 | 902       |
| 1995 | 877       |
| 2000 | 889       |
| 2005 | 854       |
| 2010 | 843       |
| 2015 | 816       |

| Jahr | Einwohner |
| ---- | --------- |
| 2020 | 798       |
| 2021 | 779       |
| 2022 | 747       |
| 2023 | 739       |
| 2024 | 742       |

Gebietsstand des jeweiligen Jahres, Einwohnerzahl: Stand 31. Dezember (ab 1991), von 2011 bis 2021 auf Basis des Zensus 2011, ab 2022 auf Basis des Zensus 2022

### Sorbische Sprache

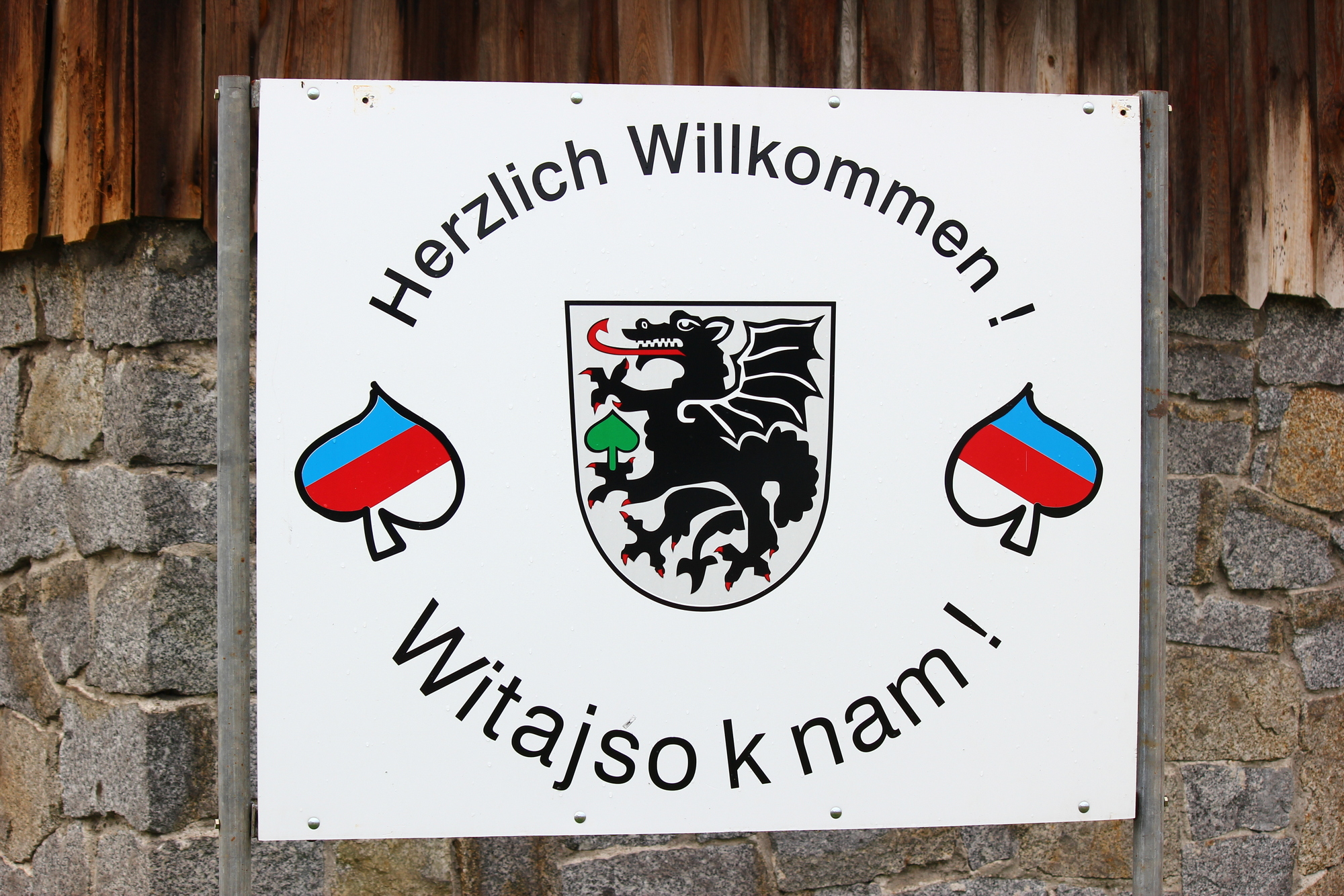
Zweisprachiges Willkommensschild in Drachhausen

Drachhausen war lange Zeit ein überwiegend von Sorben bewohntes Dorf. Als der Volkskundler Arnošt Muka den Ort 1884 für seine „Statistik der Lausitzer Sorben“ besuchte, waren von den 1138 Einwohnern 1038 Sorben, was einem Anteil von 91,2 Prozent entspricht. Laut der Statistik beherrschten damals sämtliche Einwohner die sorbische Sprache; in der Schule, die von etwa 240 Kindern besucht wurde, wurde überwiegend auf Niedersorbisch gelehrt. In der folgenden Zeit ging der Anteil sorbischsprachiger Einwohner zurück, in der Region nördlich von Cottbus konnte sich die Sprache jedoch vergleichsweise lange halten. Laut Arnošt Černik hatten 1956 noch 73,5 Prozent der Einwohner Sorbischkenntnisse. Heute erlernen die Kinder aus Drachhausen im örtlichen Kindergarten nach dem Witaj-Projekt die sorbische Sprache.

## Politik

### Gemeindevertretung
Der Gemeindevertretung von Drachhausen gehören zehn Gemeindevertreter und der ehrenamtliche Bürgermeister an. Die Kommunalwahl am 9. Juni 2024 führte bei einer Wahlbeteiligung von 70,7 % zu folgendem Ergebnis:
| Partei / Wählergruppe                | Stimmenanteil | Sitze |
| ------------------------------------ | ------------- | ----- |
| Unabhängige Wählergruppe Drachhausen | 31,2 %        | 3     |
| Bürgergemeinschaft Drachhausen       | 30,5 %        | 3     |
| Freiwillige Feuerwehr Drachhausen    | 26,1 %        | 3     |
| Einzelbewerber Mike Duhra            | 12,2 %        | 1     |

### Bürgermeister
- 1993–2019: Fritz Woitow (Unabhängige Wählergruppe Drachhausen)[12]
- 2019–2022: Doreen Krötel (Unabhängige Wählergruppe Drachhausen)
- seit 2022: Ronny Henke (Wählergruppe Freiwillige Feuerwehr Drachhausen)

Henke wurde bei der Bürgermeisterwahl am 9. Juni 2024 ohne Gegenkandidat mit 88,2 % der gültigen Stimmen für eine Amtszeit von fünf Jahren gewählt.

### Wappen
Das Wappen wurde von dem Heraldiker Uwe Reipert gestaltet und am 16. November 1998 vom brandenburgischen Innenministerium genehmigt.
| Wappen von Drachhausen | Blasonierung: „In Silber ein steigender, vierbeiniger, rotgezungter schwarzer Drache (Lindwurm) mit einem grünen Lindenblatt in der linken Vorderkralle.“ |
| Wappen von Drachhausen | Wappenbegründung: Das Wappen wurde auf Basis von vom örtlichen Sportverein bereits seit 1913 verwendeten Bildzeichen, die einen Drachen darstellen, gestaltet. Der Drachen taucht auch auf einem 1990 von der Gemeinde genutzten Dienstsiegel auf. Der dargestellte Drache entspricht heraldisch eher einem Lindwurm, zumal ein Drache als Wappentier nur zwei Beine besitzt. Um der verwendeten Vorlage Rechnung zu tragen und aufgrund der häufig synonymen Nutzung der Begriffe „Drache“ und „Lindwurm“ stimmte das Brandenburgische Landeshauptarchiv der Wappendarstellung zu. |

Die Gemeinde Drachhausen führt gemäß ihrer Hauptsatzung keine Flagge.

## Sehenswürdigkeiten und Kultur

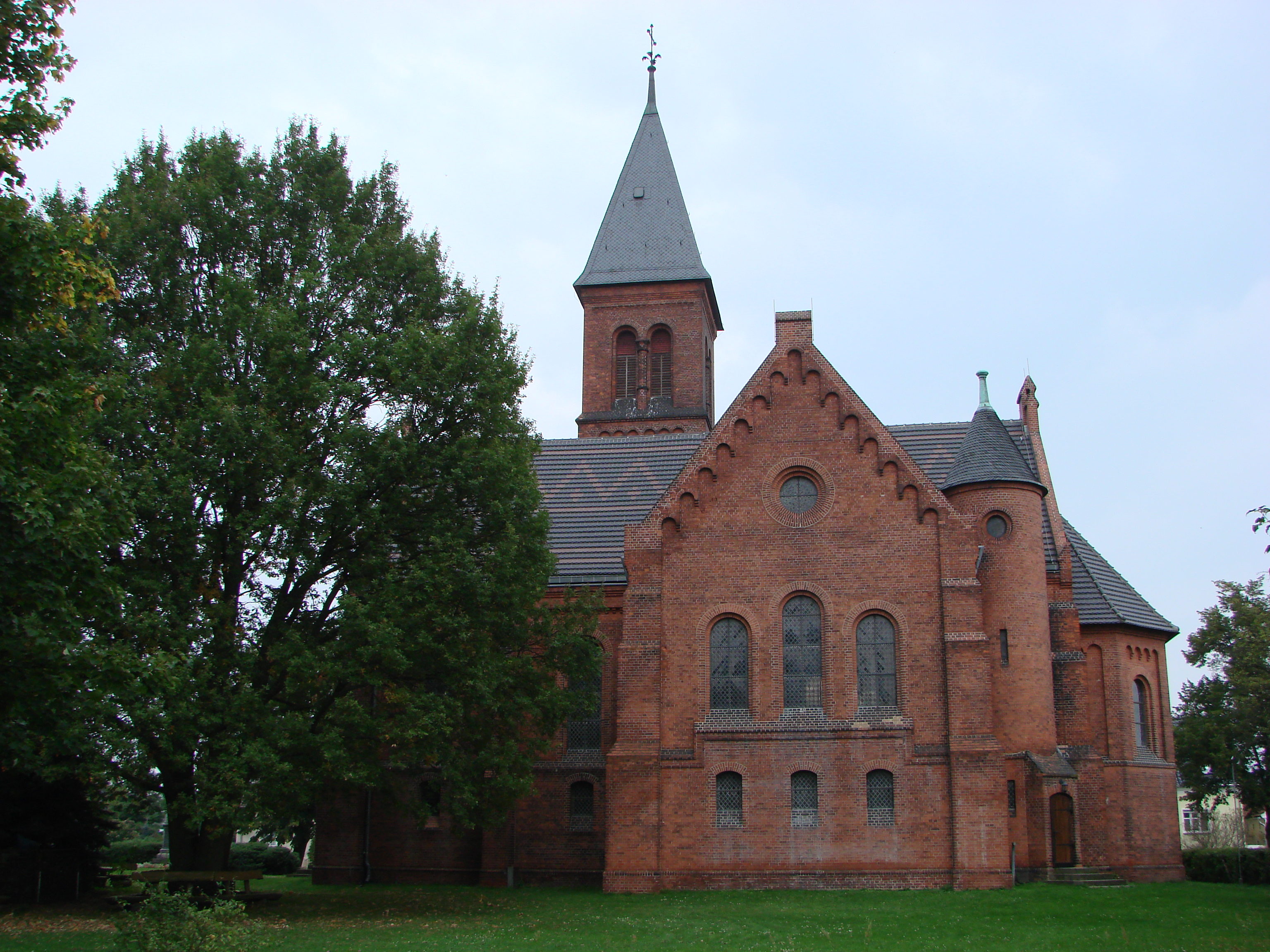
Kirche St. Laurentius

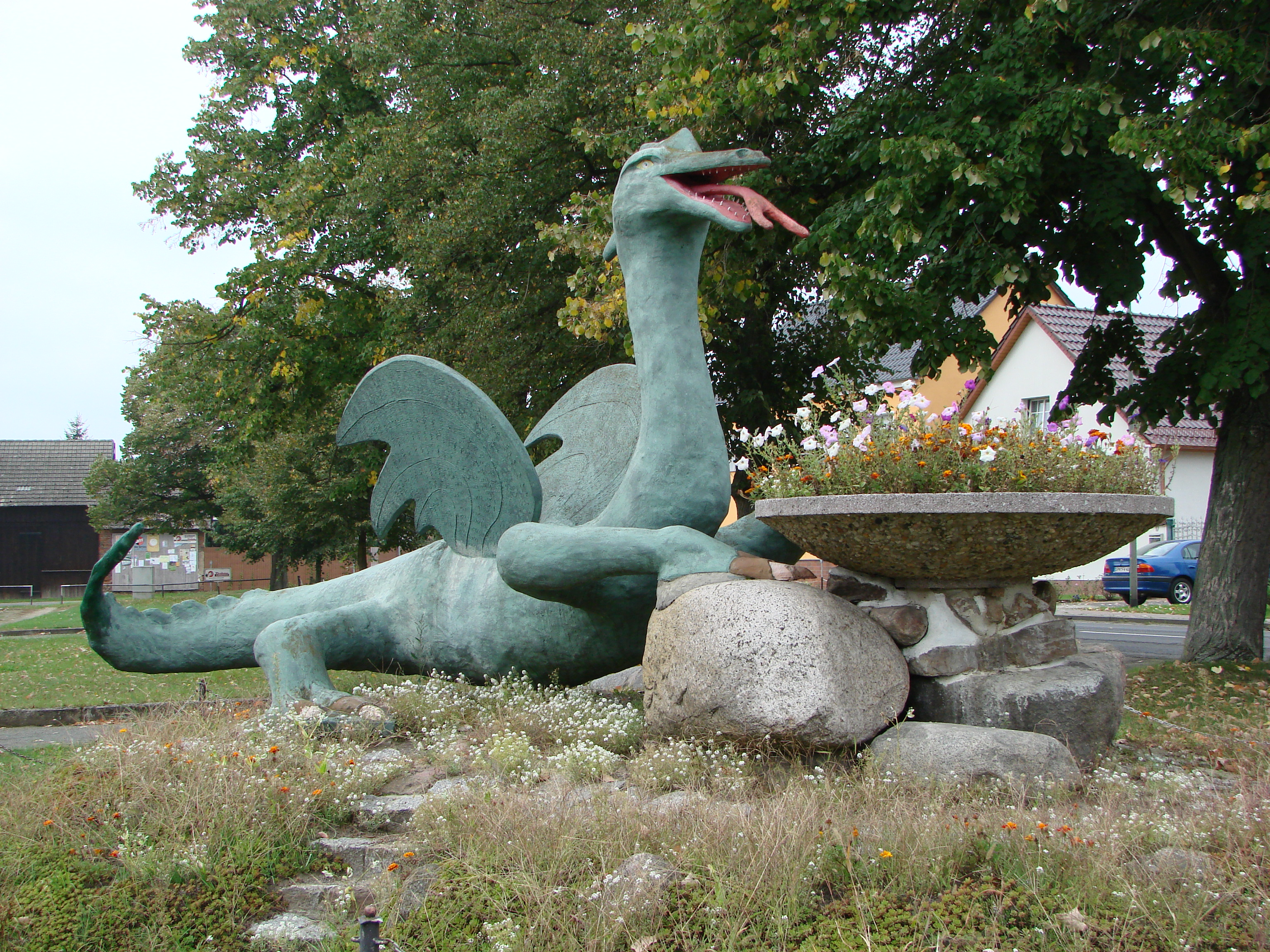
Der Drache in Drachhausen

Die evangelische St.-Laurentius-Kirche wurde am 20. Dezember 1895 als Ersatzneubau eingeweiht und ist eine der größten Dorfkirchen in der Region. Sie steht unter Denkmalschutz. Weitere historische Gebäude sind die alte Schule und das Pfarrgehöft. In der Liste der Baudenkmale in Drachhausen und in der Liste der Bodendenkmale in Drachhausen stehen die in der Denkmalliste des Landes Brandenburg eingetragenen Baudenkmale.
Im Jahr 1998 wurde anlässlich der Wendischen Festtage ein Drache (Wappentier von Drachhausen) aus Beton auf dem Dorfanger aufgestellt. Das Heimatmuseum „Kólasko“ im Ort beherbergt eine Ausstellung zur Tradition der Flachsverarbeitung.
In der Dorfgemeinschaft werden regelmäßig sorbische Bräuche wie das Zampern und die sorbische Fastnacht statt. Des Weiteren werden ein Osterfeuer, das Pfingstbaumpflanzen und das Hahnrupfen begangen. Alle zwei Jahre ist Drachhausen neben Crostwitz und Bautzen Veranstaltungsort des Internationalen Folklore-Festivals Lausitz/Łužica. Vom 13. bis zum 15. September 2024 fand das 19. Brandenburger Dorf- und Erntefest in Drachhausen statt.

## Infrastruktur
Drachhausen liegt an der Landesstraße L 50 zwischen Fehrow und der Bundesstraße 168 bei Turnow.
In Drachhausen befindet sich die für bis zu 60 Kinder ausgelegte Kindertagesstätte „Regenbogen“, in der die Kinder im Rahmen des Witaj-Projektes die sorbische Sprache erlernen.

## Persönlichkeiten
- Nils Miatke (* 1990), Fußballspieler